# Saint-Éphrem-de-Beauce (Quebec)
Saint-Éphrem-de-Beauce é um município canadense do Conselho Municipal Regional de Beauce-Sartigan em Quebec, localizado na região administrativa de Chaudière-Appalaches,. É denominado em honra de São Éphrem da Síria
Alguns importantes indústrias aí localizadas, incluindo:

## Economia
- René Matériaux Composites
- Régifil
- PHL Industries

## Administração
- 1855: Constituição do Município de Tring
- 1866: O A Freguesia de Saint-Éphrem-de-Tring é criada quando ocorre o desmembramento de Tring.
- 1870: Saint-Ephrem-de-Tring muda o seu estado para município.
- 1897: A aldeia de Saint-Ephrem-de-Tring se destaca do município.
- 1956: O município de Saint-Éphrem-de-Tring muda seu nome para freguesia de Saint-Éphrem-de-Beauce
- 24 de dezembro de 1997: Fusão entre Saint-Éphrem-de-Tring e Saint-Éphrem-de-Beauce e forma-se o município de Saint-Éphrem-de-Beauce.